# イーゴリ・ゼレンスキー
イーゴリ・ゼレンスキー（Игорь Зеленский、Igor Zelenski、1969年7月13日 - ）は、ロシアのバレエダンサーである。

## 経歴
クラスノダール地方の都市ラビンスクに生まれる。
トビリシ・バレエ学校を経てワガノワ・バレエ学校でバレエを学んだ。トビリシではワフタング・チャブキアーニ、ワガノワではゲンナジー・セリュツキーに師事した。
トビリシ・オペラ劇場バレエ団から1988年にマリインスキー・バレエ団に入団し、1991年からプリンシパルの座についた。彼は、1992年から1997年の間、ニューヨーク・シティ・バレエ団のプリンシパルでもあった。
ゼレンスキーのレパートリーは古典からモダンまで幅広い。彼はロイヤル・バレエ団、ミラノ・スカラ座バレエ団など、世界中で活躍し、マリインスキー・バレエ団などの公演や自身のガラ公演などでたびたび来日していた。
その後、ノヴォシビルスク国立オペラ劇場バレエ団の芸術監督に就任している。2011年の6月より、スタニスラフスキー・ネミロヴィチ＝ダンチェンコ記念音楽劇場の芸術監督も兼任する。
2016年よりバイエルン国立バレエ団の芸術監督を務めていたが、2022年4月4日に辞任した。同年2月24日にロシアがウクライナに侵攻したことから、ゼレンスキーはプーチン大統領と距離を置くことを求められていた。ゼレンスキーはモスクワに本拠を置く財団の共同設立者であり、財団の目的の一つがクリミアに文化センターを創設することであるという。ゼレンスキーは政治のことについてコメントを拒んでおり、家族が病気であることを理由としている。

## 受賞歴
- 1990年　パリ国際バレエコンクールグランプリ、金賞
- 2000年　ロシア功労芸術家
- 2001年　バルチカ賞
- 2008年　ロシア人民芸術家
- 2009年　ゴールデンマスク賞、ベスト男性ダンサー（ラ・バヤデール）

## 出演

### DVD
- 白鳥の湖　キーロフバレエ（1990年）
- マリインスキー・バレエ・ガラ　スターの競演＜下巻＞（1991年）
- アナニアシヴィリと世界のスターたち2（1993年）
- イーゴリ・ゼレンスキー マリインスキー劇場のスターたち3（1996年）
- ディヴァイン・ダンサーズ　プラハ・ライヴ（2006年）